# La Divina Comedia ilumina Florencia
La Divina Comedia ilumina Florencia, también conocida como La Divina Comedia de Dante Alighieri, es un fresco que se encuentra en la catedral de Florencia. Obra de Domenico di Michelino basada en un dibujo de Alesso Baldovinetti, vio la luz en 1465. Dante aparece en el fresco con una copia de su Comedia, entre los tres mundos ultraterrenos descritos en el libro y una vista de Florencia, y por primera vez se le representa tocado con una corona de laurel, un elemento que es ahora tradicional en su representación iconográfica.